# Nemoria catachloa
Nemoria catachloa är en fjärilsart som beskrevs av George Duryea Hulst 1898. Nemoria catachloa ingår i släktet Nemoria och familjen mätare. Inga underarter finns listade i Catalogue of Life.